# Peregrinatio Mariae nella diocesi di Biella

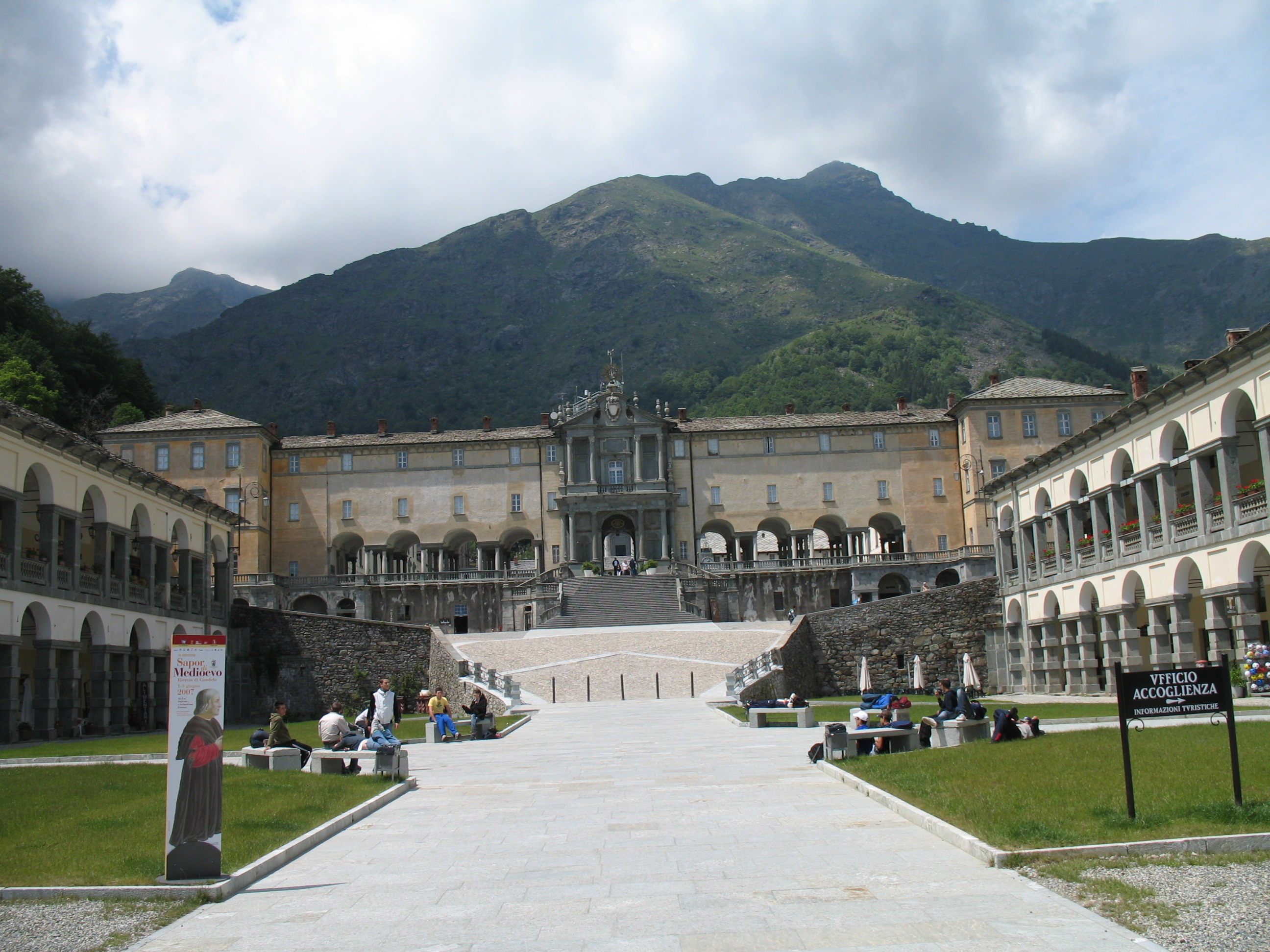
Il Santuario di Oropa, a Biella

Una Peregrinatio Mariae nella diocesi di Biella partì dal santuario mariano di Oropa nel 1949.
In quell'anno, il simulacro della Vergine Bruna di Oropa venne portato, per la prima volta nella storia, all'esterno del santuario (che all'epoca, come la città di Biella faceva parte del territorio della provincia di Vercelli) per essere presentato ai fedeli delle diverse parrocchie della diocesi.

## Il pellegrinaggio

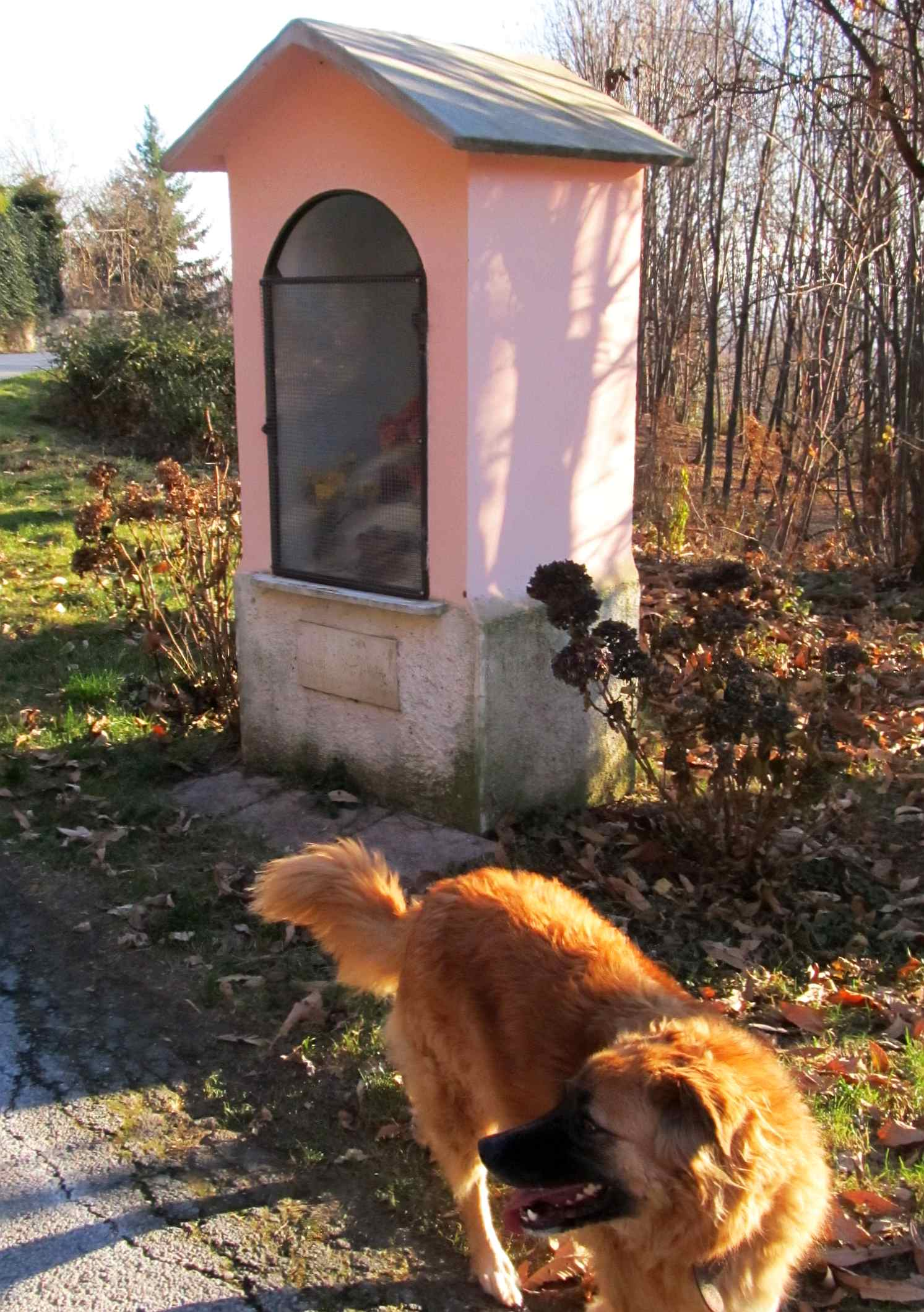
Un pilone votivo dedicato alla peregrinatio Mariae in località Mojen (tra la Colma e Vaglio Pettinengo)

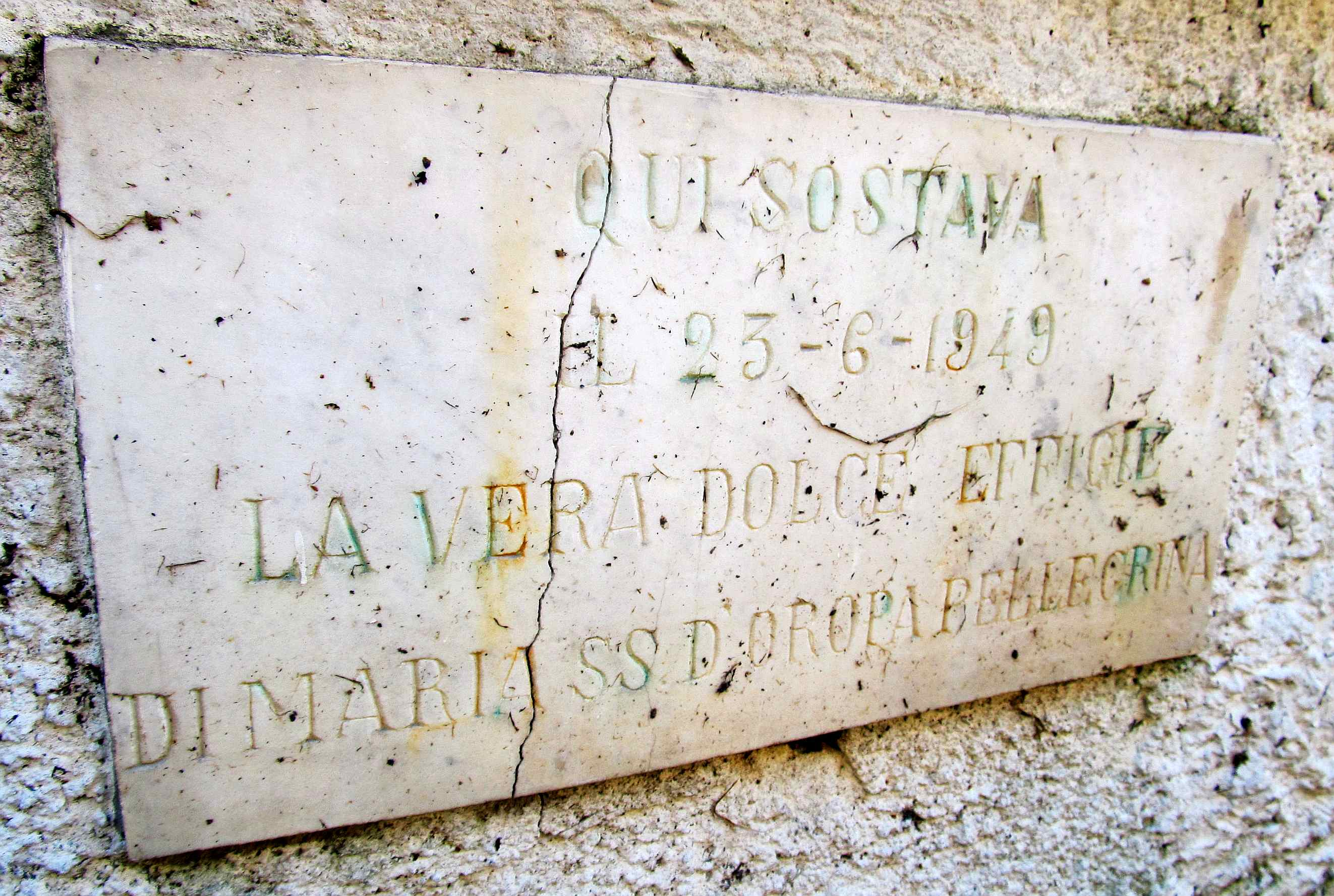
Dettaglio della lapide commemorativa

L'iniziativa partì dall'allora vescovo di Biella, mons. Carlo Rossi, e  fu coordinata da don Antonio Ferraris.
Il pellegrinaggio ebbe inizio il 6 marzo e terminó tre mesi e mezzo dopo, il 24 luglio, quando la statua della Madonna Nera fece ritorno a Oropa, ed ebbe un grande seguito in termini di adesione popolare. Il simulacro della Vergine, custodito in una teca realizzata appositamente utilizzando uno speciale tipo di plexiglas (all'epoca chiamato vetro aeronautico) venne esposto non solo nelle chiese parrocchiali ma anche in cortili, cascine e fabbriche dislocate nelle varie borgate valligiane delle prealpi, oltre che in diverse chiese e luoghi di Biella città.
 Notevole fu anche il risalto mediatico attribuito al moto di devozione popolare che fu registrato in maniera dettagliata 
 sotto l'aspetto giornalistico, fotografico e cinematografico, con la realizzazione di un film documentario. Dalle ricerche storiche condotte in proposito - il cui esito è stato raccolto in un catalogo - sono emersi i volti e i nomi dei protagonisti, le figure ecclesiastiche si occuparono degli aspetti logistici, ma anche quelle più semplici, come quelle degli autisti dell'automezzo che trasportava il simulacro, le caratteristiche del percorso, l'opera di propaganda predisposta dalla Curia biellese.
In numerose località vennero eretti piloni votivi in ricordo delle soste effettuate dalla statua nel corso dei suoi spostamenti sul territorio biellese, ed anche in varie chiese e cappelle rimangono lapidi commemorative a testimoniare la visita della Madonna d'Oropa.

## La commemorazione del 2009
Nell'estate 2009, in occasione del sessantesimo anniversario del pellegrinaggio, l'evento è stato ricordato al Santuario di Oropa con una mostra commemorativa dal titolo "Memorie della Madonna Pellegrina. Immagini e ricordi a 60 anni dalla Peregrinatio Mariae del 1949" articolata sulla base di materiale documentario e iconografico d'epoca. Un'appendice si è poi avuta in dicembre a Biella con l'esposizione di grandi pannelli illustrativi nel sagrato del duomo intitolato a Santo Stefano e nel porticato di Palazzo Oropa, sede municipale.